# John Trengove
John Trengove (21 de março de 1978) é um cineasta sul-africano. Em 2017, tornou-se conhecido pelo trabalho no filme Inxeba, uma controversa obra que rastreia uma relação secreta entre dois homens no contexto do ritual de iniciação xhosa, pré-indicada ao Oscar de melhor filme estrangeiro.

## Filmografia
- The Lab (2006)
- Bay of Plenty (2007)
- Say Hi to Bangkok (2009)
- Hopeville (2010)
- Shuga (2012)
- Inxeba (2017)